# 둔둔초등학교
둔둔초등학교는 대한민국 강원특별자치도 원주시 소초면 둔둔리에 있는 공립 초등학교다. 주변에 아랫둔둔과 둔둔교차로가 있다.

## 학교 연혁
- 1946년 12월 11일 소초면 사립둔둔학교 인가
- 1947년 1월 16일 소초공립국민학교 둔둔분교장 인가 (1학급)
- 1949년 9월 6일 둔둔국민학교 승격 인가
- 1949년 11월 15일 개교식 거행
- 1996년 3월 1일 둔둔초등학교로 개칭
- 1999년 3월 1일 병설유치원 개원
- 2018년 9월 1일 제30대 교장 정향순 부임
- 2019년 1월 8일 제68회 졸업식 거행(총 1,908명)

## 참고 자료
- 둔둔초등학교 - 한국교육학술정보원 학교알리미